# Korea Forest Service
Il Korea Forest Service (KFS) è un'agenzia governativa sudcoreana che si occupa della salvaguardia delle foreste, e della protezione dell'habitat naturale e della popolazione dai disastri naturali come gli incendi. È stato fondato nel 1967, ed era precedentemente conosciuto come Forest Bureau of the Ministry of Agriculture and Forestry. Nel 1969 ha stabilito il Piano di Rimboschimento su larga scala (3,2 milioni di ettari) e nel 1970 il Piano di Sviluppo delle Foreste su larga scala a breve e lungo termine (1970-2004).

## Attività
Il Korea Forest Service si occupa dell'istituzione e dell'attuazione delle politiche e delle leggi forestali. È coinvolto nella Convenzione delle Nazioni Unite per combattere la desertificazione, nella Convenzione quadro delle Nazioni Unite sui cambiamenti climatici e nella Convenzione sulla diversità biologica.
Il Korea Forest Service è organizzato in 5 uffici, 22 divisioni, 5 servizi forestali regionali e 27 stazioni forestali nazionali, ed è affiliato alle seguenti agenzie:
- Quartier generale dell'aviazione forestale;
- Korea Forest Research Institute;
- Korea National Arboretum (KNA): situato nella foresta di Gwangneung tra Namyangju e Pocheon, che in origine apparteneva alla famiglia reale e circondava la tomba del re Sejo, è stato fondato nel 1987 e inaugurato ufficialmente nel 1999. Ospita 15 tipologie di piante da giardino, il Museo della Foresta, un erbario e la Banca dei Semi. Nel 2010 è stato designato riserva della biosfera dell'UNESCO;[3]
- National Natural Recreation Forest Office.

Tramite il National Institute of Forest Science (NIFoS) conduce ricerche sulle foreste, la forestazione e l'industria del legno, mentre il suo Forest Training Institute, fondato nel 1973, si occupa della formazione professionale degli occupati nel settore forestale. Il National Forest Seed Variety Center,  fondato nel 2008, gestisce 1.016 ettari di frutteti da semi allo scopo di proteggere la varietà delle specie di alberi.